# Светски куп у рагбију 13 1972.
Светски куп у рагбију тринаест 1972. био је шести Светски куп у рагбију 13.
Домаћин овог спортског турнира је била Француска.
Рагби 13 репрезентација Велике Британије је освојила титулу првака Света.

## Учесници
- Рагби 13 репрезентација Француске [4]
- Рагби 13 репрезентација Велике Британије
- Рагби 13 репрезентација Аустралије
- Рагби 13 репрезентација Новог Зеланда

## Стадиони
- Стадион Веледром - Марсеј, 55 000 места[5]
- Стадион Парк принчева - Париз, 48 000 места
- Стадион Муниципал - Тулуза, 37 000 места
- Стадион Жилбер Брут - Перпињан, 13 000 места
- Стадион Хам - По, 12 000 места
- Стадион Лесдижер - Гренобл, 12 000 места
- Стадион Жерлан - Лион, 45 000 места

## Резултати
- Француска - Нови Зеланд 20-9
- Велика Британија - Аустралија 27-21
- Француска - Велика Британија 4-13
- Аустралија - Нови Зеланд 9-5
- Велика Британија - Нови Зеланд 53-19
- Француска - Аустралија 9-31

### Табела
| Табела              | ИГ | Д | Н | И | ПД | ПП | ББ | Бод. |
| ------------------- | -- | - | - | - | -- | -- | -- | ---- |
| 1. Велика Британија | 3  | 3 | 0 | 0 | 93 | 44 | 0  | 6    |
| 2. Аустралија       | 3  | 2 | 0 | 1 | 61 | 41 | 0  | 4    |
| 3. Француска        | 3  | 1 | 0 | 2 | 33 | 53 | 0  | 2    |
| 4. Нови Зеланд      | 3  | 0 | 0 | 3 | 33 | 82 | 0  | 0    |

## Финале
Велика Британија - Аустралија 10-10
Стадион Жерлан у Лиону
Гледалаца: 4 231
Судија: Жорж Жам, Француз 

## Статистика рагбиста
Највише есеја - Роберт Боб Фултон, Аустралијанац 5 есеја. 

## Видео снимци
Снимак финала Велика Британија - Аустралија
https://www.youtube.com/watch?v=g6QneX1iBrI
Снимак утакмице групне фазе Аустралија - Велика Британија
https://www.youtube.com/watch?v=xR3Ckh3jeLo
| Прваци Света у рагбију тринаест 1972.                        |
| ------------------------------------------------------------ |
| Рагби 13 репрезентација Велике Британије (3. светска титула) |